# Karl Anton (Hohenzollern)

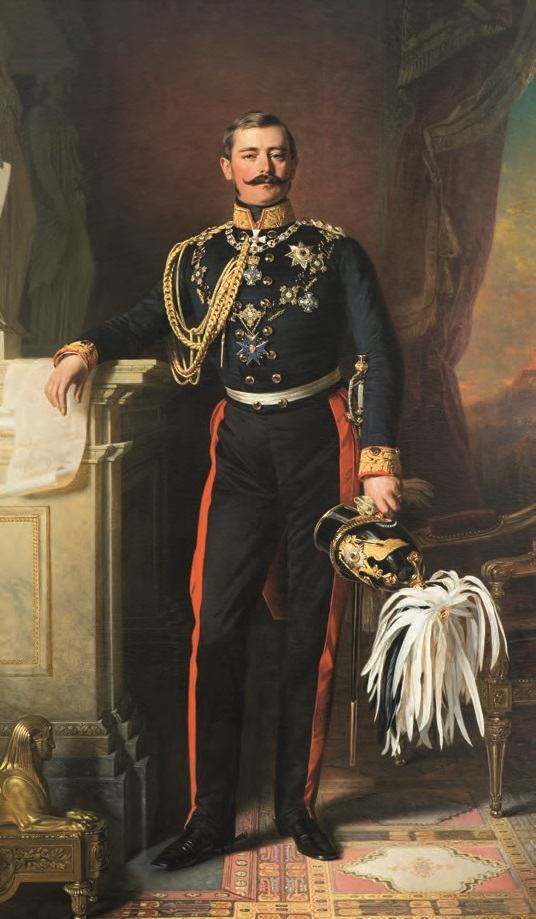
Karl Anton von Hohenzollern-Sigmaringen, 1852 gemalt von Richard Lauchert

Karl Anton Joachim Zephyrinus Friedrich Meinrad von Hohenzollern (* 7. September 1811 in Krauchenwies; † 2. Juni 1885 in Sigmaringen) war vom 27. August 1848 bis zum 7. Dezember 1849 letzter regierender Fürst von Hohenzollern-Sigmaringen vor dessen Eingliederung in Preußen. Er war anschließend weiterhin (Titular-)Fürst seines Hauses und durch den Tod des letzten Fürsten von Hohenzollern-Hechingen im Jahre 1869 Fürst des gesamten fürstlichen Hauses Hohenzollern.
In Preußen amtierte er zwischen 1858 und 1862 während der Neuen Ära als Ministerpräsident.

## Leben
Karl Anton wurde als zweites Kind von Karl Fürst von Hohenzollern-Sigmaringen (1785–1853, Fürst von 1831 bis 1848) und der französischen Prinzessin Antoinette Murat (1793–1847) auf Schloss Krauchenwies geboren. Seine Schwester Friederike (1820–1906) heiratete 1844 Gioacchino Pepoli (1825–1881), den Sohn von Letizia Murat (1802–1859), einer Nichte Napoleons I. und Cousine seiner Mutter und Napoleons III. Karl Anton studierte Rechtswissenschaften in Genf, an der Universität Tübingen und an der Universität Berlin und schrieb manchen heimweherfüllten Brief nach Hause. Im Fürstentum Hohenzollern-Sigmaringen war er anschließend in der dortigen Ständeversammlung und der Verwaltung tätig.
Am 31. Oktober 1834 heiratete er in Karlsruhe Josephine (1813–1900), Tochter des Großherzogs Carl von Baden. Karls Mutter Antoinette und Josephines Mutter Stéphanie de Beauharnais (1789–1860) kannten sich aus dem renommierten Institut der Madame Campan in Paris.

## Regentschaft und Abdankung

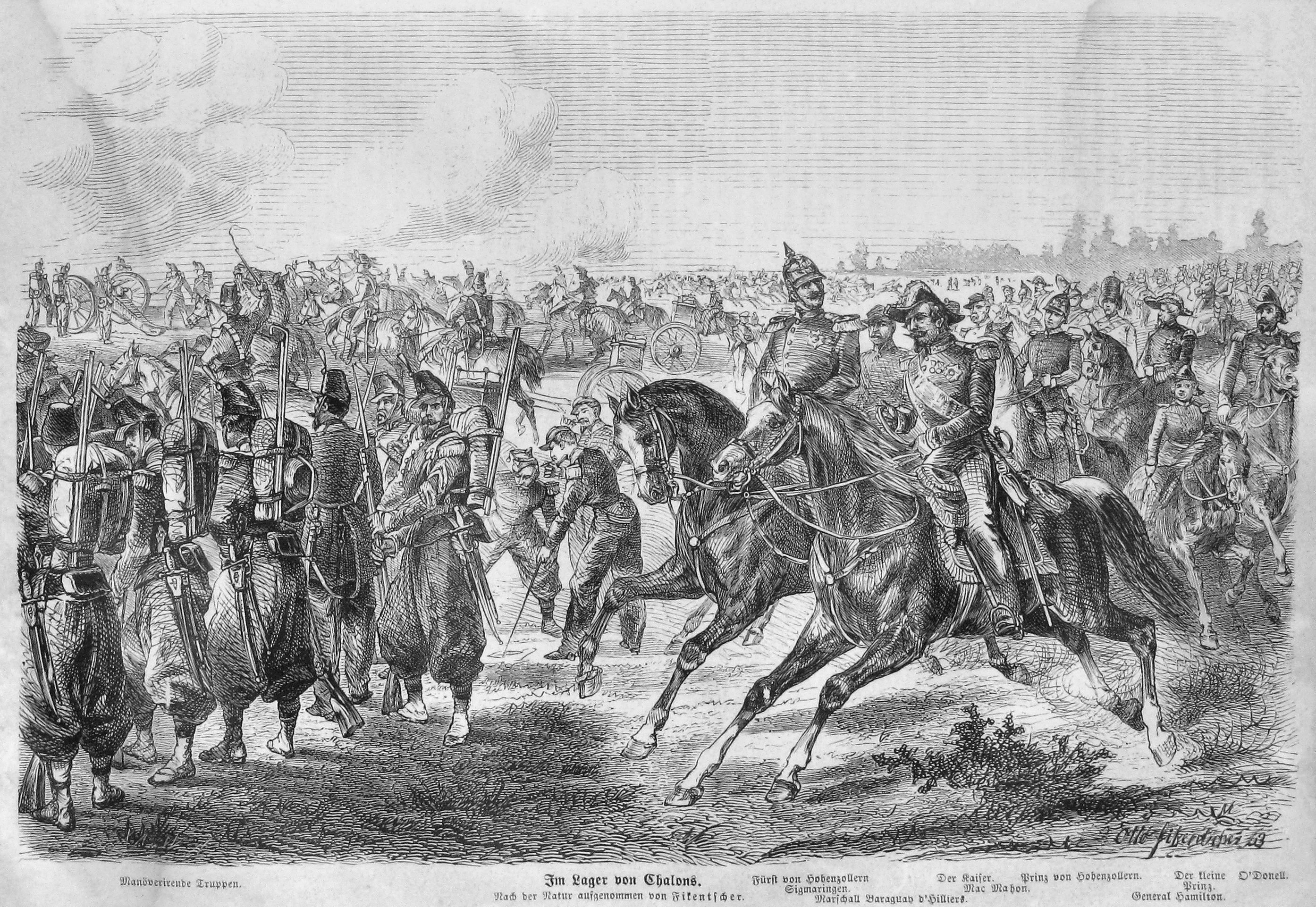
Fürst Karl Anton von Hohenzollern als Gast Napoleons III. im Lager zu Chalons, Illustration von Otto Clemens Fikentscher in der Zeitschrift Die Gartenlaube, 1863

Sein Vater trat vor dem Hintergrund der Revolution in Sigmaringen von 1848 zu Gunsten von Karl Anton zurück. Dieser beabsichtigte ursprünglich gänzlich auf die Souveränitätsrechte des Landes zu verzichten. Zu diesem Zweck verhandelte er mit der Provisorischen Zentralgewalt in Frankfurt. Diese Verhandlungen führten aber zu keinem Ergebnis. Im Fürstentum selbst radikalisierte sich die revolutionäre Bewegung. Es kam zum Streit mit den Ständen um die fürstlichen Domänen. Diese Auseinandersetzungen zwangen Karl Anton, zeitweise das Fürstentum zu verlassen. Im Zuge der Gegenrevolution im Sommer 1849 wurde das Land von preußischen Truppen besetzt. Karl Anton trat am 7. Dezember 1849 in einem Staatsvertrag das Fürstentum gegen eine Entschädigung an die preußische Krone ab. Nach seiner Abdankung als Landesfürst zugunsten von Preußen wurde Karl Anton am 15. April 1852 Kommandeur der 14. Division in Düsseldorf, mit seiner Familie residierte er dort im Schloss Jägerhof. Am 22. März 1853 wurde er zum Generalleutnant befördert. Zu Beginn des Krimkrieges wurde er als Gesandter nach Paris geschickt. Er sollte eine antirussische Koalition Frankreichs und Großbritanniens verhindern.

## Ministerpräsident Preußens

Karl Anton von Hohenzollern-Sigmaringen

Gute Beziehungen hatte Karl Anton auch zu Prinz Wilhelm von Preußen. Nachdem dieser die Regentschaft übernommen hatte, übertrug er Karl Anton am 5. November 1858 „das Präsidium des Staats-Ministeriums“, d. h. das Amt des preußischen Ministerpräsidenten, und bat ihn, seine „Vorschläge über die Zusammensetzung des neuen Ministeriums baldmöglichst vorlegen zu wollen“. Er war damit Chef der Regierung in der Zeit der Neuen Ära. Bereits am folgenden Tag erklärte sich Wilhelm mit den vorgelegten Vorschlägen des Ministerpräsidenten einverstanden und ernannte Eduard von Flottwell zum Innenminister, Rudolf von Auerswald zum Minister ohne Geschäftsbereich, Alexander von Schleinitz zum Außenminister, Eduard von Bonin zum Kriegsminister, Robert von Patow zum Finanzminister, den Grafen von Pückler zum Landwirtschaftsminister und Moritz August von Bethmann-Hollweg zum Kultusminister. Zwei Minister übernahm Karl Anton aus der vorherigen Regierung: Handelsminister August von der Heydt sowie Justizminister Ludwig Simons, die somit von Wilhelm „in ihren bisherigen Ämtern bestätigt“ wurden.
Politisch stand Karl Anton dem gemäßigten Liberalismus der Wochenblattpartei nahe. Im Inneren versuchte er diese Reformen im liberalen Sinn durchzuführen. Im Äußeren zielte sie auf eine Vereinigung der deutschen Staaten ab. Insbesondere die europäische Krise infolge des Krieges in Italien ließ seine deutschlandpolitischen Pläne scheitern. Zwischen 22. November 1858 und 28. Juni
1860 amtierte er zusätzlich als Kommandierender General des VII. Armee-Korps, am 31. Mai 1859 erreichte er den Rang eines Generals der Infanterie. Innenpolitisch kam es zunächst zu einer Zusammenarbeit mit dem Liberalismus, der im preußischen Abgeordnetenhaus die Mehrheit stellte. Allerdings führte der Konflikt um die Militärstruktur zum Heereskonflikt. Karl Anton unterstützte die Pläne von Albrecht von Roon, plädierte aber daneben für eine stärkere Öffnung der Offizierslaufbahn auch für Bürgerliche.
Die Landtagswahl von 1861 endete mit dem Sieg der Fortschrittspartei, die die Militärpläne entschieden ablehnte. Damit verlor Karl Anton in der Kammer den politischen Rückhalt. Innerhalb des Kabinetts hatte er Schwierigkeiten sich zwischen den liberalen Mitgliedern um August von der Heydt und den Konservativen um Roon zu behaupten. Am 12. März 1862 endete seine Zeit als Ministerpräsident.

## Lebensausklang
Im Jahr 1866 wurde sein Sohn Karl zum Fürsten von Rumänien gewählt. Im Februar 1870 wurde seinem anderen Sohn Leopold der spanische Thron angeboten. Karl Anton wurde von Otto von Bismarck gedrängt, das Angebot anzunehmen. Nur nach Zögern ging er darauf ein. Angesichts der Verwandtschaft mit den französischen Häusern Murat und Bonaparte schien ihm eine Zustimmung durch Napoleon III. möglich zu sein. Als sich an der Kandidatur eine europäische Krise zu entzünden drohte, zog Karl Anton die Kandidatur am 12. Juli 1870 zurück. Dieser Schritt reichte nicht mehr aus, um den Deutsch-Französischen Krieg von 1870/71 zu verhindern, denn nur einen Tag später kam es zur Emser Depesche. Während des Krieges hatte Karl Anton kein Frontkommando inne, sondern übte im Range eines Kommandierenden Generals die Stelle eines Militärgouverneurs für die Rheinprovinz und die Provinz Westfalen aus.

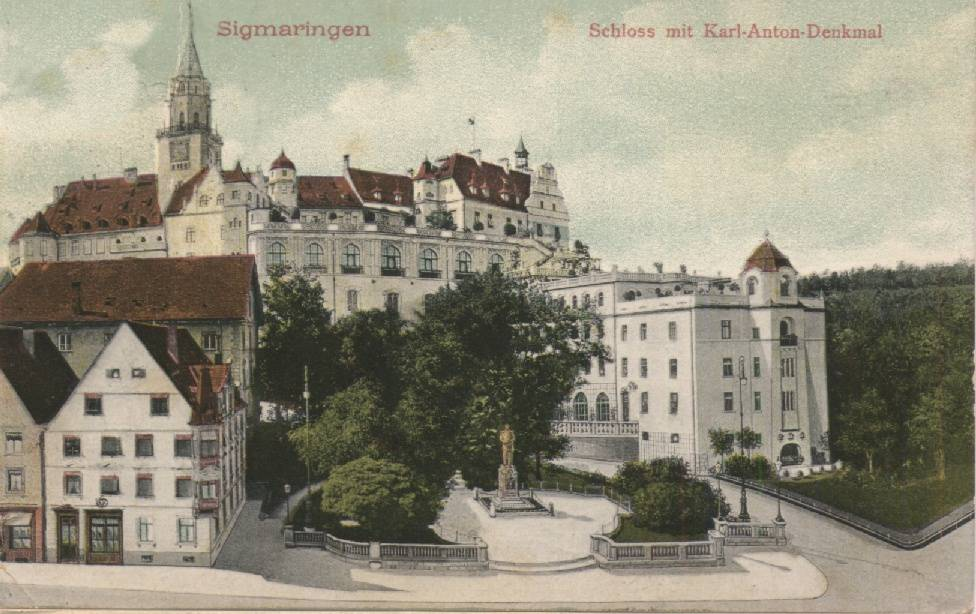
Schloss Sigmaringen mit dem Karl-Anton-Denkmal

1871 wurde Sigmaringen wieder ständiger Wohnsitz Karl Antons, wo er als passionierter Zigarrenraucher, von einer Lähmung der Beine belastet, auch seine letzten Lebensjahre verbrachte. Noch 1884 feierte das Ehepaar Goldene Hochzeit mit dreizehngängiger Speisefolge. Der Fürst war ein eifriger Kunstsammler, Büchersammler, Jäger und Waffensammler sowie begeisterter Hobby-Altertumsforscher und bot schon damals seinen Untertanen die Möglichkeit, seine Sammlungen und Kunstschätze im Schloss Sigmaringen geführt zu besichtigen.

## Auszeichnungen
(unvollständig)
- 1831 Großkreuz des badischen Hausordens der Treue[6]
- 1832 Großkreuz des württembergischen Friedrichs-Ordens[7]
- 1834 Großkreuz des badischen Ordens vom Zähringer Löwen[8]
- 1845 Großkreuz des Ordens der württembergischen Krone[9]
- 1856 wurde er von der Stadt Düsseldorf zum Ehrenbürger ernannt.

## Nachkommen

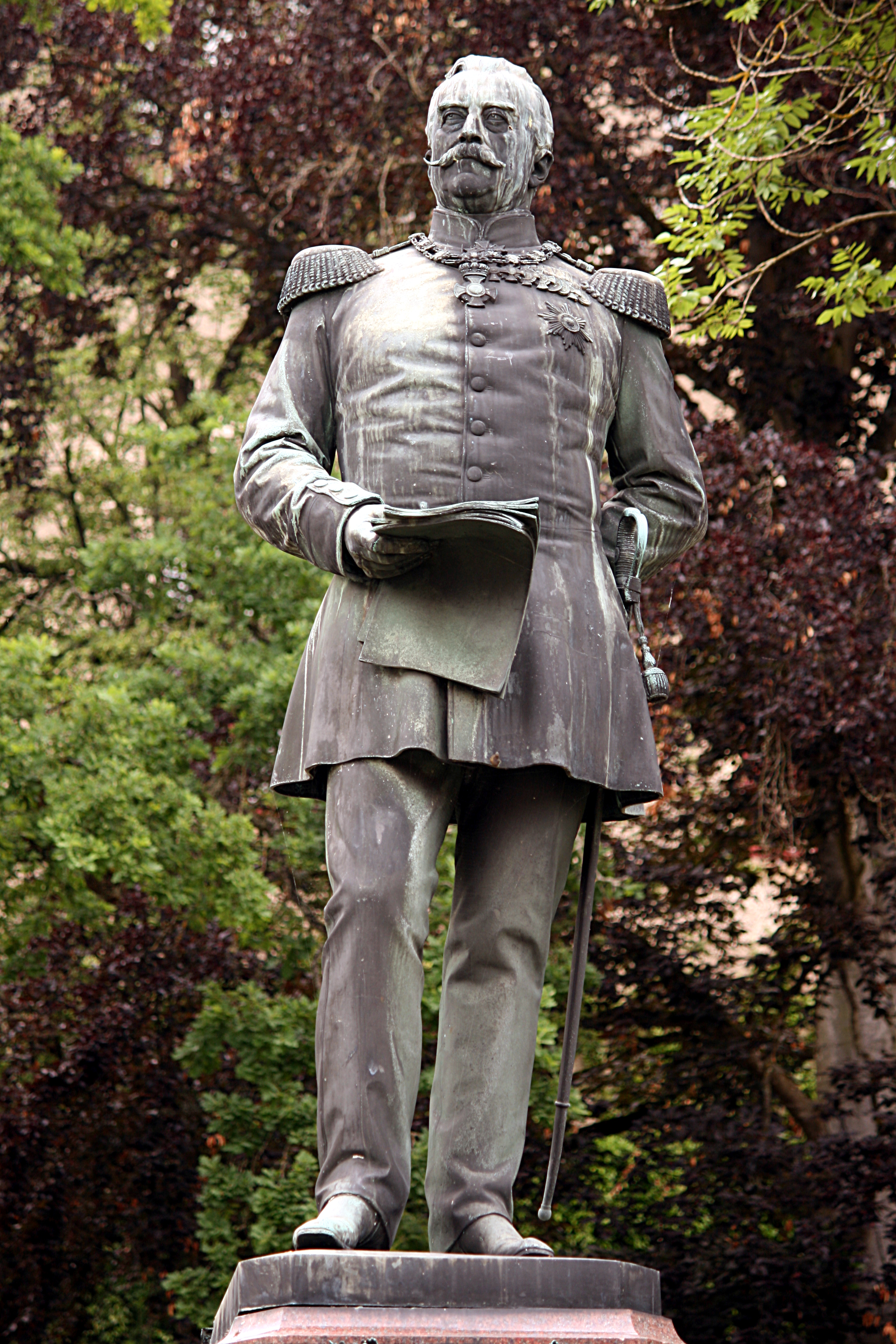
Karl-Anton-Denkmal vor dem Schloss Sigmaringen

Aus der Ehe mit Josephine entstammen folgende Kinder:
- Leopold (1835–1905), Fürst von Hohenzollern

⚭ 1861 Prinzessin Antonia von Portugal (1845–1913)
- Stephanie (1837–1859)

⚭ 1858 König Peter V. von Portugal (1837–1861)
- Carol I. (1839–1914), König von Rumänien

⚭ 1869 Prinzessin Elisabeth zu Wied (1843–1916)
- Anton (1841–1866), gefallen in der Schlacht bei Königgrätz
- Friedrich (1843–1904)

⚭ 1879 Prinzessin Louise von Thurn und Taxis (1859–1948)
- Marie (1845–1912)

⚭ 1867 Prinz Philipp von Belgien (1837–1905)

## Mitgliedschaften
Karl Anton von Hohenzollern-Sigmaringen war Mitglied der Deutschen Morgenländischen Gesellschaft.